# Gene Simmons (musikalbum)
Gene Simmons är ett soloalbum, utgivet av Kiss-medlemmen Gene Simmons den 18 september 1978. 

## Låtförteckning
Alla låtar är skrivna och komponerade av Gene Simmons, där annat ej anges. 
| 1. | Radioactive           | 3:50 |
| 2. | Burning Up with Fever | 4:19 |
| 3. | See You Tonite        | 2:30 |
| 4. | Tunnel of Love        | 3:49 |
| 5. | True Confessions      | 3:30 |

| 6.  | Living in Sin (Simmons, Sean Delaney, Howard Marks)       | 3:50 |
| 7.  | Always Near You/Nowhere to Hide                           | 4:12 |
| 8.  | Man of 1,000 Faces                                        | 3:16 |
| 9.  | Mr. Make Believe                                          | 4:00 |
| 10. | See You in Your Dreams                                    | 2:48 |
| 11. | When You Wish upon a Star (Ned Washington, Leigh Harline) | 2:44 |

## Utgivning
Soloalbumet Gene Simmons släpptes på LP, kassett, stereo 8 samt bildskiva. År 1988 utgavs albumet på CD.
Radioactive
- "Radioactive" (stereo) / "Radioactive" (mono) – promosingel, USA, 1978
- "Radioactive" / "See You in Your Dreams" – USA, 1978
- "Radioactive" / "When You Wish Upon A Star" – Storbritannien, 1978, röd vinyl med mask
- "Radioactive" / "See You in Your Dreams" – promosingel, Japan, 1979
- "Radioactive" / "See You in Your Dreams" – Japan, 1979

## Medverkande
- Gene Simmons – gitarr, sång
- Neil Jason – bas
- Elliot Randall – gitarr
- Alan Schwarzberg – trummor
- Sean Delaney – slagverk, bakgrundssång
- Gordon Gordy – bakgrundssång
- Diva Gray – bakgrundssång
- Katey Sagal – bakgrundssång
- Franny Eisenberg – bakgrundssång
- Carolyn Ray – bakgrundssång
- Cher – bakgrundssång på spår 6
- Eric Troyer – piano, sång
- Steve Lacey – gitarr på spår 1
- John Shane Howell – akustisk gitarr på spår 1,2
- Richard Gerstein – piano på spår 5,7